# S. G. Warburg & Co.
S. G. Warburg & Co. war eine Investmentbank mit Sitz in London.
Sie wurde 1946 unter dem Namen „New trading Company“ von Siegmund G. Warburg gegründet.
Sie wurden im London Stock Exchange und dem FTSE 100 Index gelistet.
1995 wurde die Bank vom Schweizerischen Bankverein (SBV) übernommen. Der SBV wiederum fusionierte 1998 mit der Schweizerischen Bankgesellschaft (SBG) zur UBS.

## Bekannte ehemalige Mitarbeiter

### Business
- Franck Petitgas
- Pedro Gomez de Baeza
- Thomas Bscher
- Simon Cairns, 6. Earl Cairns
- Michael Cohrs
- John Cryan
- Sir Derek Higgs
- Nicola Horlick
- Paul Desmarais, Jr.

### Politik
- Peter Ainsworth
- Korn Chatikavanij
- William Hopper
- Earl Jellicoe
- Baroness Vadera
- David Freud, Baron Freud
- Robin Budenberg
- James Leigh-Pemberton

### Sonstiges
- Anthony Marreco
- Hanns Alexander